# Eyvind Kang
Eyvind Kang (Corvallis, 23 giugno 1971) è un compositore e violinista statunitense.
Oltre ad avere una produzione da solista avviata negli anni '90, ha collaborato con molti artisti e gruppi di diversa estrazione musicale, tra cui Bill Frisell, Secret Chiefs 3, Sunn O))), Animal Collective, Blonde Redhead, The Decemberists, John Zorn, Wayne Horvitz e altri.

## Discografia solista
- 1996 – Sweetness of Sickness (RGI Industries)
- 1996 – 7 NADEs (Tzadik)
- 1998 – Theater of Mineral NADEs (Tzadik)
- 2000 – The Story of Iceland (Tzadik)
- 2002 – Live Low To The Earth, In The Iron Age (Abduction)
- 2003 – Virginal Co Ordinates (Ipecac)
- 2007 – Athlantis (Ipecac)
- 2007 – The Yelm Sessions (Tzadik)
- 2011 – Visible Breath (Ideologic Organ)
- 2012 – The Narrow Garden (Ipecac)
- 2012 – Grass (Tzadik)